# Kathy Sheehy
Pour les articles homonymes, voir Sheehy.
Kathy Sheehy, née le 26 avril 1970 à Moraga (Californie, États-Unis), est une ancienne joueuse américaine de water-polo. Elle est médaillée d'argent aux Jeux de 2000.

## Carrière
Elle fait ses études à l'université d'État de San Diego.
Aux Jeux olympiques d'été de 2000, Kathy Sheehy fait partie de l'équipe américaine qui remporte la médaille d'argent.

## Palmarès

### Jeux olympiques
- Jeux olympiques d'été de 2000 à Athènes ( Grèce) :
  -  médaille d'argent du tournoi féminin

### Jeux panaméricains
- Jeux panaméricains de 1999 à Winnipeg ( Canada) ;
  -  médaille d'argent du tournoi féminin